# Улан-Цирік
Улан-Цирік (монг. Улаанцэрэг — «червоний солдат») — місто в Монголії, що існувало під час другої світової війни, як військове поселення радянських воїнів.
Поселення засноване під час боїв біля річки Халхін-Гол 1939 року.
Складалося в основному з тимчасових будівель і землянок.
Проіснувало декілька років після другої світової війни.
Існує здебільшого лише в мемуарах і документах, як місце народження, смерті, проходження служби.